# Hyalopeziza corticicola
Hyalopeziza corticicola är en svampart som först beskrevs av Dennis, och fick sitt nu gällande namn av Raitv. 1970. Hyalopeziza corticicola ingår i släktet Hyalopeziza och familjen Hyaloscyphaceae.  Arten är reproducerande i Sverige. Inga underarter finns listade i Catalogue of Life.